# Michał Abraham Troc
Michał Abraham Troc, też: Trotz (ur. ok. 1703 w Warszawie, zm. 2 czerwca 1769 w Lipsku) –  polski leksykograf, edytor, tłumacz.